# Queronea
Queronea (grec: Χαιρώνεια, Khairṓneia; llatí: Chaeroneia), coneguda com a la Cabrena en català medieval, és una vila i una unitat municipal de les cinc que formen el municipi de Levàdia, dins la unitat perifèrica de Beòcia, a la perifèria de la Grècia Central. El 2011 tenia 556 habitants. Es troba al peu del Mont Túrion i a la vall de la desembocadura del riu Cefís, en un lloc estratègic de les que foren rutes de comerç entre l'Àtica i Fòcida.
A l'antiguitat fou una ciutat de poca importància política; senyal d'això és que no és esmentada per Homer (per bé que es proposà la correspondència amb l'Arne de Beòcia) i que era dependent d'Orcomen. No obstant això, es va fer famosa en la història per haver estat l'escenari de batalles molt importants i decisives per al futur d'Atenes. A Queronea hi va néixer Plutarc, que també hi va morir. Sobrevisqué a la seva incorporació a l'Imperi romà; llavors es dedicava al refinament d'olis de flors, que s'usaven com a remei contra el dolor.
A l'edat mitjana la població decaigué i es concentrà en el castell, anomenat la Cabrena (grec: Κόπραινα). Amb la Independència de Grècia es creà el municipi de Queronea, i el 1916, la petita població de la Cabrena fou reanomenada Queronea.

## Història
És cèlebre per les batalles que s'hi van lliurar:
- La primera, el 447 aC. Queronea estava en poder dels partidaris d'Atenes, que exercien la supremacia a Beòcia, i un cop d'estat va donar el poder al partit rival. Els atenesos van enviar-hi Tòlmides amb un petit exèrcit i va recuperar la ciutat, però fou derrotat a la rodalia, a la plana entre Queronea i Coronea, per una aliança beòcia contrària a Atenes. Tòlmides va morir en la batalla i Atenes va perdre la supremacia a Beòcia.
- El 424 aC es va formar un complot per lliurar la ciutat als atenesos. El projecte fou descobert i la ciutat ocupada per una força beòcia. En la guerra fòcida, la ciutat fou assetjada sense èxit per Onomarc, el líder foci, i després fou ocupada pel seu fill Falecos.
- El 7 d'agost de 338 aC es va lliurar la més coneguda de les batalles, en què Filip II de Macedònia va derrotar les forces d'atenesos i beocis i va eliminar la llibertat de Grècia, que va quedar sota influència macedònia.
- La darrera gran Batalla de Queronea es va lliurar el 86 aC durant la Primera Guerra mitridàtica i el romà Luci Corneli Sul·la hi va derrotar els generals de Mitridates VI Eupator del Regne del Pont.
- Batalla entre grecs i turcs el 1823 i 1825 durant la revolució grega (1821-1828).

## Excavacions
El lloc de la fossa comuna tebana va ser excavat el 1879-80 per P. Stamatakis, i el lloc prehistòric de Magoula Balamenou ho va ser 23 anys més tard per l'arqueòleg G. Soteriadis. Part de les troballes es troben al Museu Arqueològic de Queronea.